# Deltocephalus nana
Deltocephalus nana är en insektsart som beskrevs av Van Duzee 1923. Deltocephalus nana ingår i släktet Deltocephalus och familjen dvärgstritar. Inga underarter finns listade i Catalogue of Life.